# Жужелци
Жужелци (грч. Σπήλαια, до 1928. грч. Ζούζελτσ) је насељено место у општини Рупишта у периферији Западна Македонија, Грчка. Према попису из 2021. године било је 23 становника.
Према бугарском географу и историчару, Василу Канчову, у Жужелцу је 1900. године живело 560 Словена хришћана. Македонски историчар Тодор Симовски, 1998. године наводи да су Жужелци словенско насеље.